# Eva Seligmann
Eva Seligmann (* 1912 in Berlin; † 1. Juni 1997 in Bremen) war eine deutsche Reformpädagogin.

## Leben
Eva Seligmann war die Tochter des jüdischen Kurzwaren-Händlers Alfred Seligmann (1877–1943) und der evangelischen Pianistin Margarete Fritz. Der Vater war Mitglied der Deutschen Friedensgesellschaft (DFG), die Mutter im Bund Entschiedener Schulreformer und Befürworterin des Frauenwahlrechts. 1923 verlegte die Familie ihren Wohn- und Geschäftssitz vom Berliner Hausvogteiplatz nach Erkner.
Seligmann wuchs so in einem pazifistisch eingestellten Elternhaus auf. In ihrer Jugend war sie aktives Mitglied der pazifistischen Weltjugendliga, die als Mitgliedsverband dem Deutschen Friedenskartell angehörte. Später (1933) war sie Mitglied im Internationalen Sozialistischen Kampfbund.

Nach dem Besuch des Gymnasiums begann sie 1931 ihre Ausbildung zur Lehrerin an der Pädagogischen Akademie in Frankfurt am Main. Sie konnte hier noch ihr Examen ablegen, durfte dann aber „als sogenannter Mischling nicht an einer öffentlichen Schule unterrichten“ Von 1935 bis 1936 war sie Lehrerin am privaten Alpinen Schulheim am Vigiljoch bei Meran, danach von 1937 bis 1938 am Jüdischen Landschulheim Herrlingen. Über ihre Arbeit dort schreibt sie:

„Ich gab Unterricht in der Grundschule und in unteren Klassen der Haupt- und Realschule. Auch etwas Englisch. Mit Dankbarkeit erinnere ich mich daran, wieviel Freiheit die Lehrer hatten, ihren Unterricht zu gestalten. Die schulreformerischen Ideen der Weimarer Zeit wirkten in Herrlingen weiter, während sie allgemein längst durch die nationalsozialistische Ideologie verdrängt worden waren. […] Ein Schwerpunkt meiner Arbeit war es, die schöne Natur der Schwäbischen Alb mit den Kindern zu erforschen. […] Mit einer Gymnastikgruppe von Mädchen und von kleinen Jungen übernahm ich ein Arbeitsgebiet, für das ich nur unzureichend durch einen halbjährigen Kursus in Körperbildung bei Dore Jacobs in Essen vorgebildet war. Es war ein Versuch, Haltung und Bewegungsabläufe der Kinder zu verbessern und ihnen ein Körpergefühl zu vermitteln, das auf ihre seelische Verfassung stabilisierend wirkte.“

Dass in Herrlingen jeder auch in die alltäglichen Arbeiten in der Küche und im Haus eingebunden war, betrachtete Eva Seligmann rückblickend als „eine gute Vorbereitung auf spätere Situationen, als es darauf ankam, zu jeder Art von Arbeit bereit zu sein“. Und sie verweist auf eine weitere Anregung, die sie dort erhielt: „Ich begann, mich mit der Gedankenwelt Martin Bubers, mit jüdischer Geschichte und der Geschichte des Antisemitismus zu beschäftigen und viele Formen jüdischen Lebens und jüdischen Schicksals mit innerem Anteil kennenzulernen.“
Im März 1939 musste das „Jüdische Landschulheim Herrlingen“ schließen und Eva Seligmann emigrierte nach Großbritannien. Dort arbeitete sie in verschiedenen Familien als Kindermädchen und Putzfrau. Sie machte im Exil eine Ausbildung zur Krankenschwester und zur Hebamme und arbeitete während der gesamten Dauer des Zweiten Weltkriegs in diesen Berufen. Nach Kriegsende gründete sie mit Freunden 1945/46 in England ein Heim für aus Konzentrationslagern befreite Kinder. 
Obwohl ihr Vater im KZ Auschwitz umgekommen und ihr Bruder Raimund (* 1914) in den Freitod gegangen war, kehrte sie 1946 nach Deutschland ganz bewusst zurück mit dem Vorsatz, eine Schule zu gründen, die sich zum Ziel gesetzt hat, Anerkennung und Integration für alle, auch für Benachteiligte, zu erreichen. Sie ging zuerst wieder nach Frankfurt, war dann von 1947 bis 1951 an der Odenwaldschule beschäftigt, wo sie auch endlich ihre 2. Lehrerprüfung ablegen konnte, und leitete anschließend Kinderheime der Arbeiterwohlfahrt in Haiger und im Gehringshof bei Fulda.  
Im Juli 1955 riet Martha Friedländer, eine Freundin aus der Zeit der gemeinsamen Arbeit im German Educational Reconstruction Committee, Eva Seligmann dazu, nach Bremen zu kommen. Ab 1956 baute sie dort die sonderpädagogische Förderung auf und war hier als Lehrerin, Schulleiterin und bis zur Pensionierung 1977 als Schulrätin für das Sonderschulwesen tätig. Sie war auch für die schulische Versorgung der Migrantenkinder zuständig, „was von vielen als ein besonderer Glücksfall betrachtet wurde. Denn die Remigrantin verstand sozusagen auf Anhieb besser als viele andere, was diesen Kindern fehlte: Förderung nicht nur in einer, sondern in zwei Sprachen! Daran hat sie nach ihrer Pensionierung 1977 weitergearbeitet und eine Hausaufgabenhilfe für ausländische Kinder eingerichtet.“

## Ehrungen

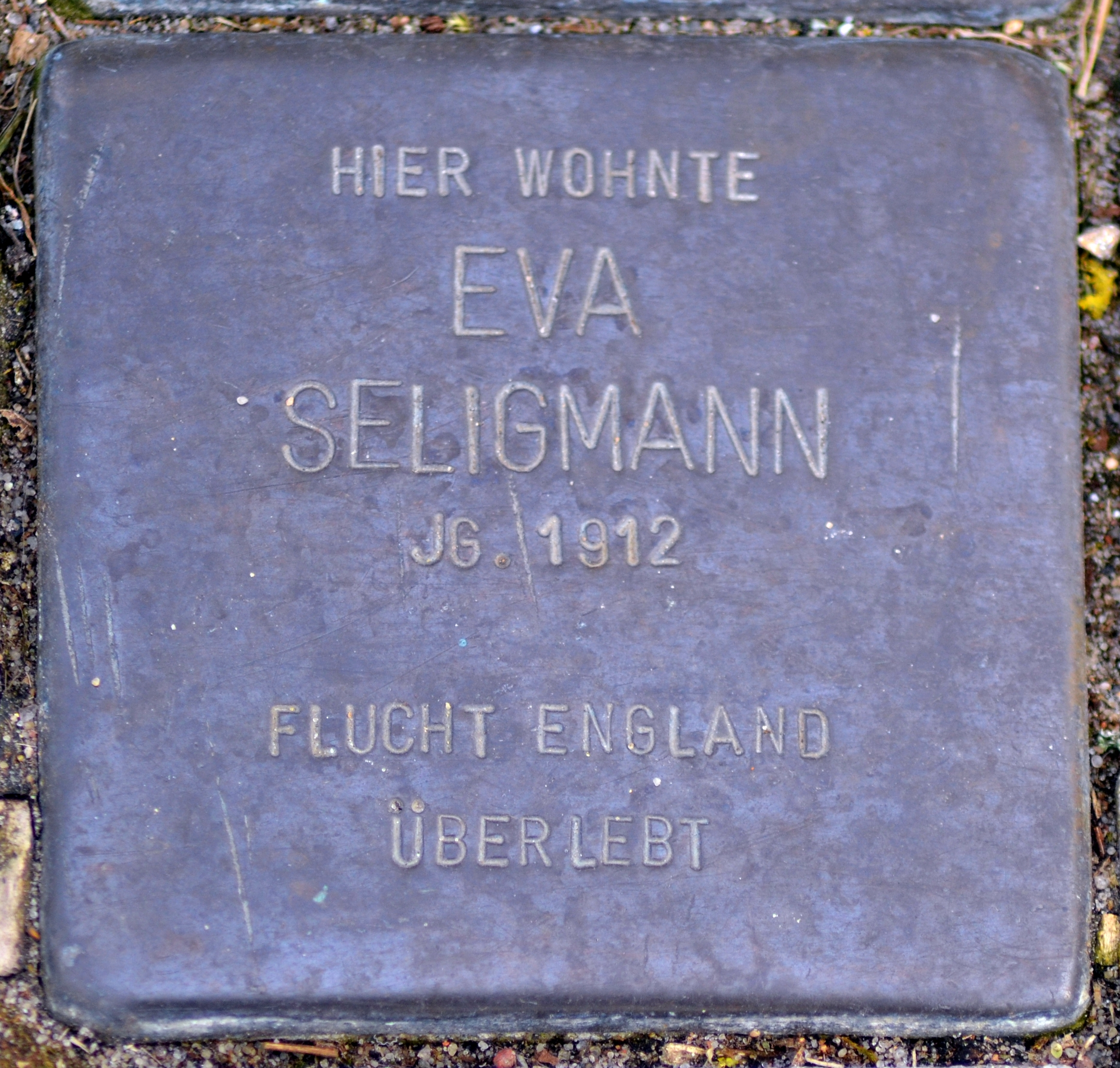
Stolperstein für Eva Seligmann in Erkner

- In Bremen-Blumenthal, Ortsteil Lüssum-Bockhorn, wurde die Eva-Seligmann-Straße nach ihr benannt.
- In Bremen-Farge trägt die Begegnungsstätte der Arbeiterwohlfahrt den Namen Eva-Seligmann-Haus
- In Nürnberg gibt es die Eva-Seligmann-Schule, ein Sonderpädagogisches Förderzentrum
- Der Eva-Seligmann-Preis wird jährlich vom  Landesverband Bremen des Verband Sonderpädagogik e. V. vergeben
- Vor dem Haus Ahornallee 34 in Erkner wurden für Eva Seligmann, ihren Bruder Raimund sowie für ihre Eltern Margarete und Alfred Stolpersteine verlegt[5]

## Schriften (Auswahl)
- Eva Seligmann, Erinnerungen einer streitbaren Pädagogin. Dokumentiert und bearbeitet von Heide Henk; herausgegeben von der Schulgeschichtlichen Sammlung Bremen; Edition Temmen: Bremen 2000 ISBN 978-3-86108-636-9
- Wenn Kinder nicht gehorchen! Hamburg 1951